# 47
| 47                 |
| ------------------ |
| Dødsfald - Fødsler |
|                    |

| Gregoriansk kalender | 47 XLVII                |
| Ab urbe condita      | 800                     |
| Armensk kalender     | I/T                     |
| Kinesiske kalender   | 2743 – 2744 丙午 – 丁未 |
| Etiopisk kalender    | 39 – 40                 |
| Jødisk kalender      | 3807 – 3808             |
| Hindukalendere       |                         |
| - Vikram Samvat      | 102 – 103               |
| - Shaka Samvat       | N/A                     |
| - Kali Yuga          | 3148 – 3149             |
| Iransk kalender      | 575 BP – 574 BP         |
| Islamisk kalender    | 593 BH – 592 BH         |

Se også 47 (tal)